# Тренутак из сна
Тренутак из сна је српска ријалити-телевизијска емисија коју емитује Пинк од 29. марта 2018. Водитељка емисије је глумица Тијана Чуровић.

## Синопсис
Тренутак из сна доноси судбине људи који добијају јединствену прилику да побобољшају своје здравље, промене свој физички изглед и поврате смисао свом животу. Уз тим стручњака, кроз серијал се исказује помоћ онима који живе у тешким условима, угрожени су како материјално тако и на разним другим социјалним нивоима, те се својим здрављем и изгледом, стицајем тешких животних околности, никада нису бавили.
Посебна атрактивност емисије је то што су учеснице одвојене од своје породице пуне две седмице (14 дана) колико трају третмани код хирурга, стоматолога, козметичких стручњака и др. Ниједна кандидаткиња не може да контактира своје најближе, дакле без телефона, рачунара и других видова комуникације. Током тог периода жене доживљавају праву трансформацију што је савршено изненађење за њихову породицу која ће их премијерно видети када истекне тај 14. дан.